# Tre Deckare löser Dansande djävulens gåta
Alfred Hitchcock och Tre Deckare löser Dansande djävulens gåta (originaltitel Alfred Hitchcock and the Three Investigators in The Mystery of the Dancing Devil) är den tjuofemte (i Sverige dock tjugofjärde) delen i den fristående Tre deckare-serien. Boken är skriven av William Arden 1976 och utgiven på svenska 1978 av B. Wahlströms bokförlag med översättning av Jenny Berthelius.

## Handling
Svarta väskor försvinner på mystiska sätt. Tre Deckare försöker ta fast tjuven, men konfronteras med en levande djävul.